# 约瓦尔·杜埃尼亚斯
约瓦尔·杜埃尼亚斯（西班牙語：Yobal Dueñas，1972年5月4日—），古巴棒球运动员。他曾代表古巴参加2000年夏季奥林匹克运动会棒球比赛，获得一枚银牌。他也曾出战1999年泛美运动会。